# Červené vrchy

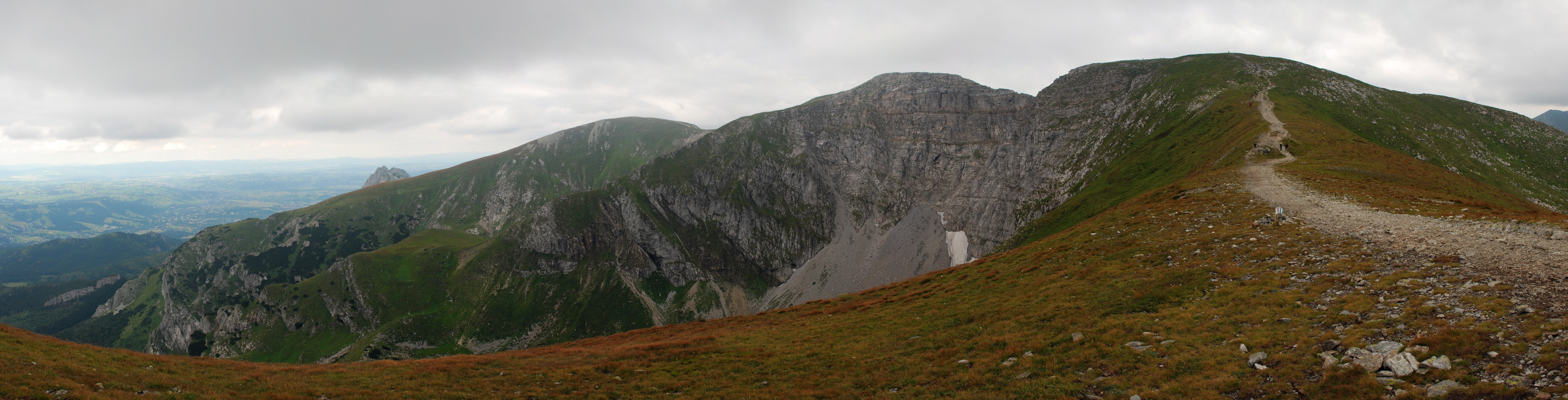
Červené vrchy - zleva: Malolučniak, Kresanica a Temniak

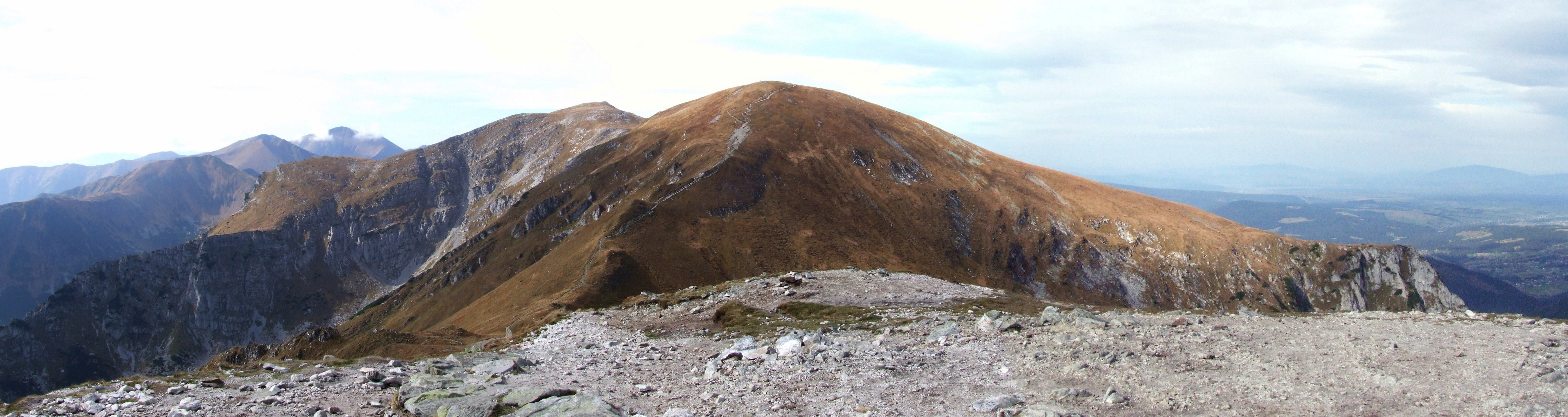
Pohled z Kondratove kopy

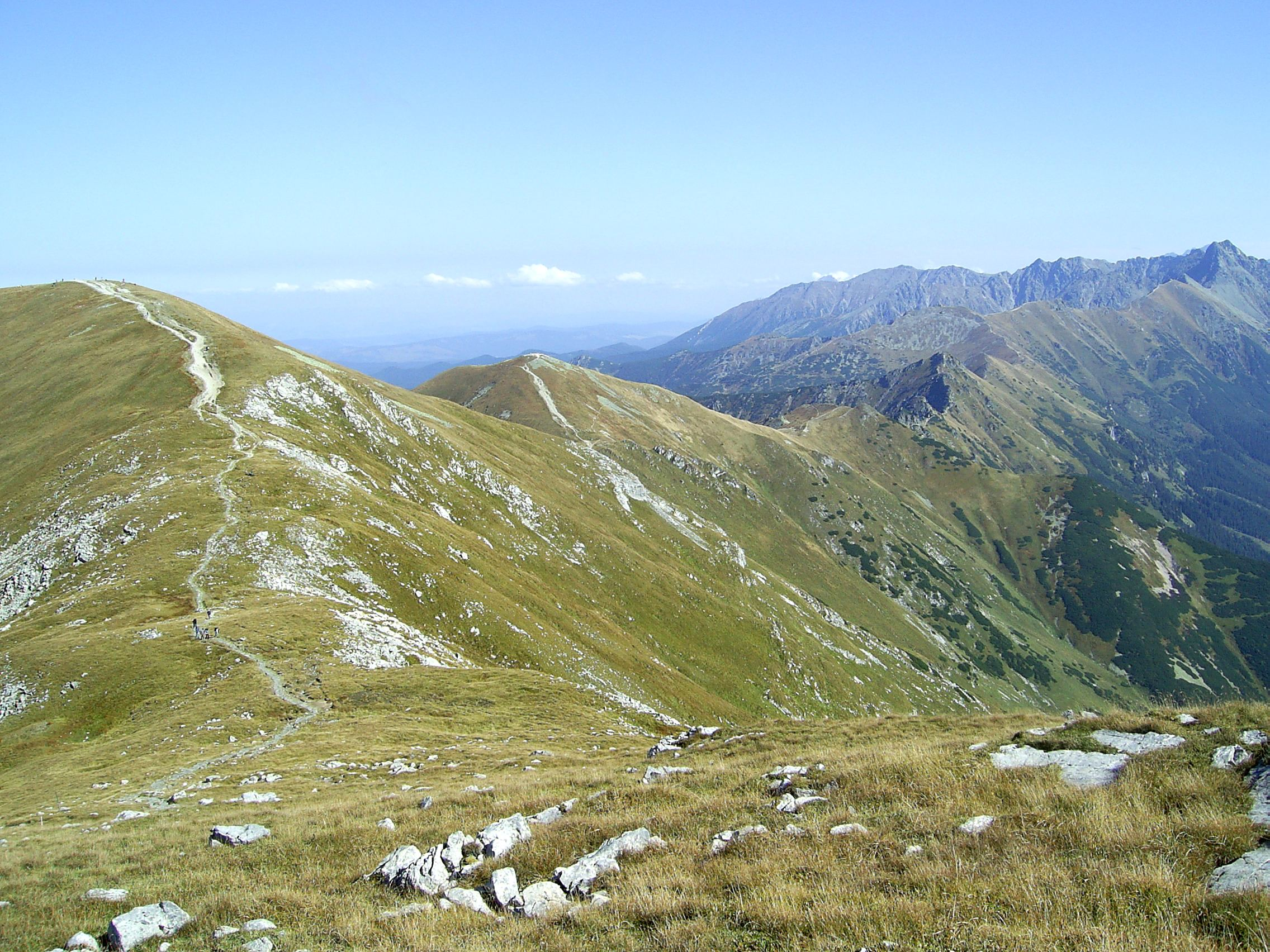
Pohled ze svahu Kresanice na východ. Zleva: Malolučniak, Kondratova kopa, v pozadí Vysoké Tatry

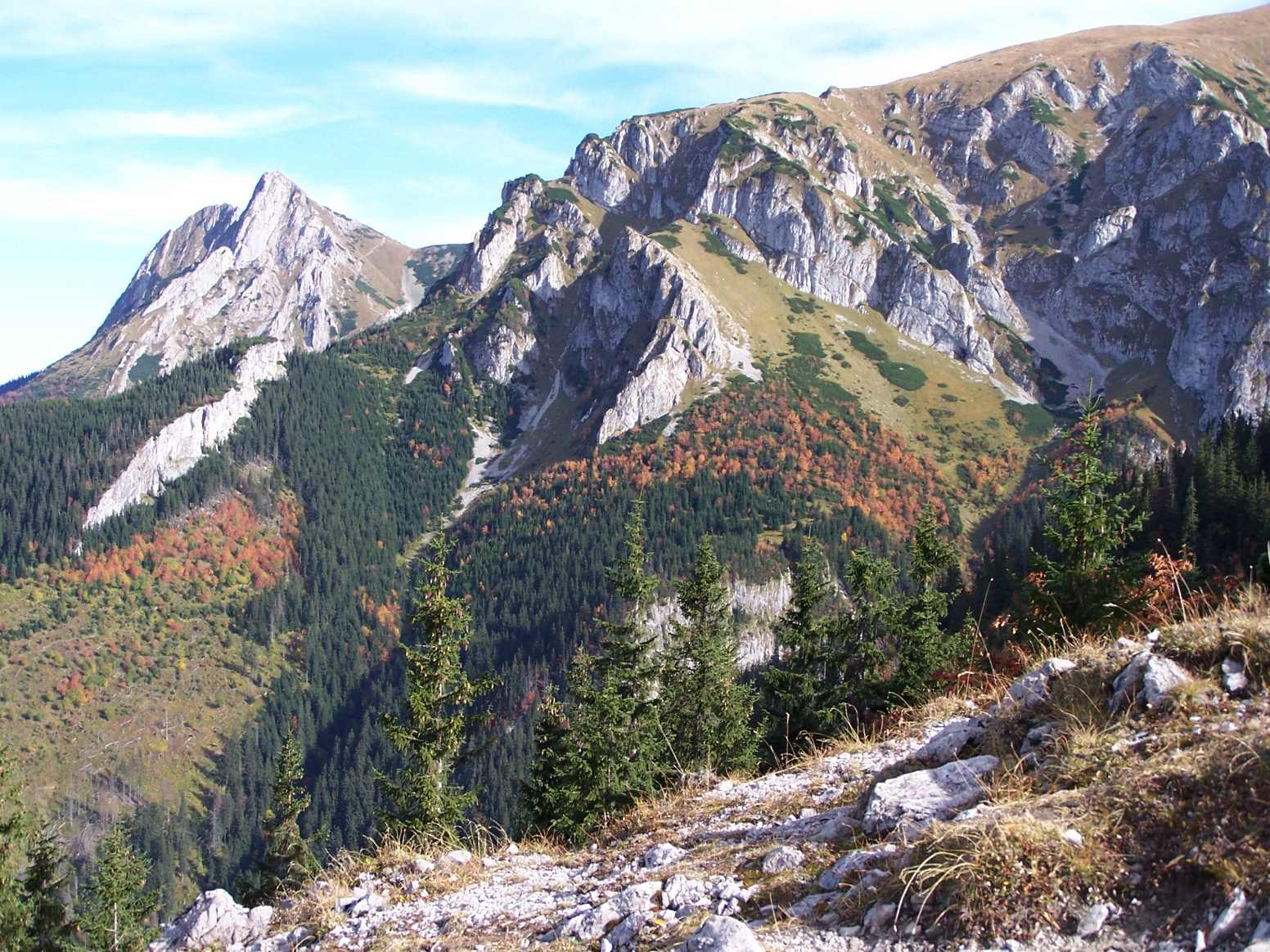
Giewont a červený hřeben Malolučniaku

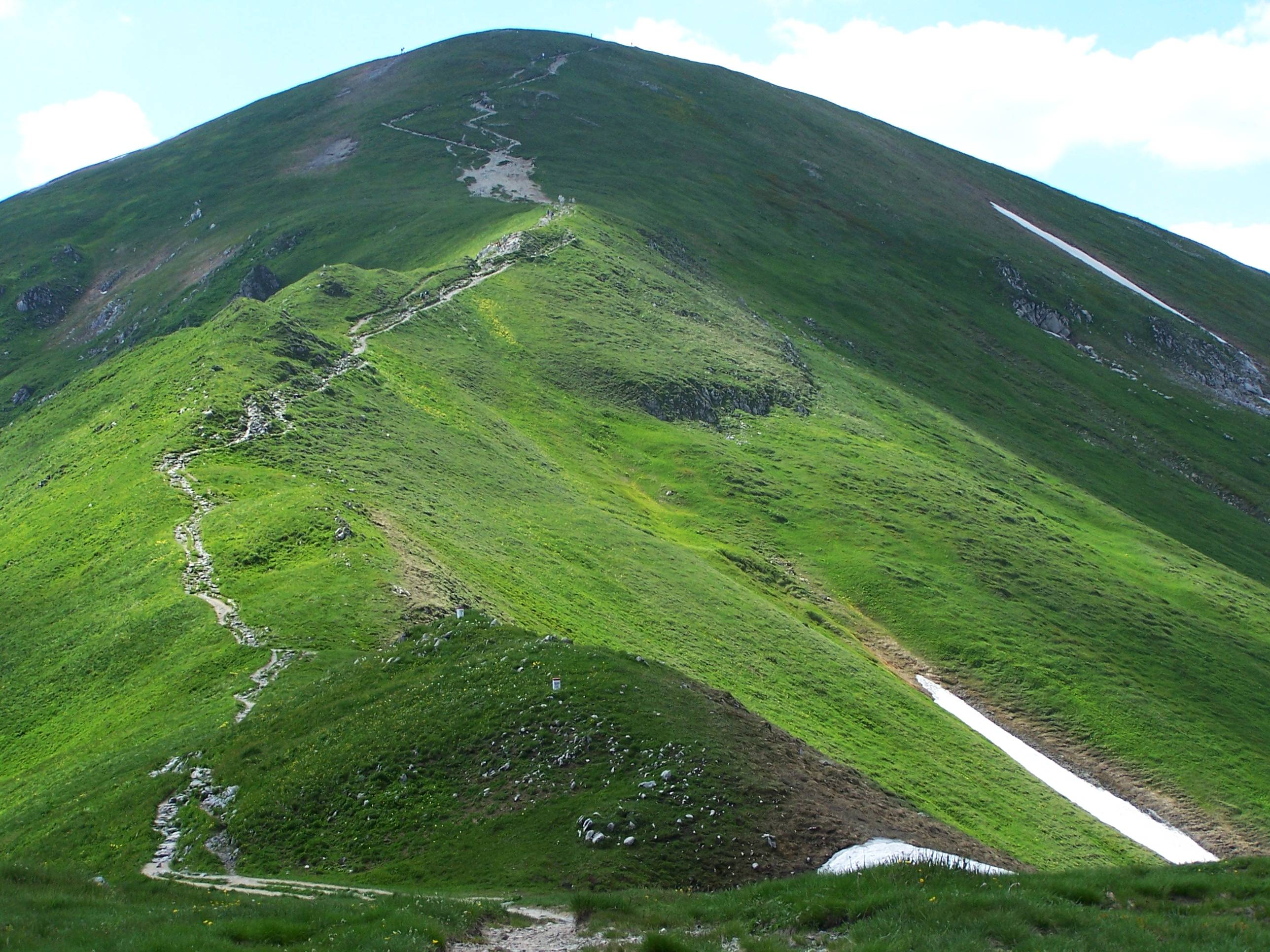
Malolučniak a sedlo Małołącka Przełęcz

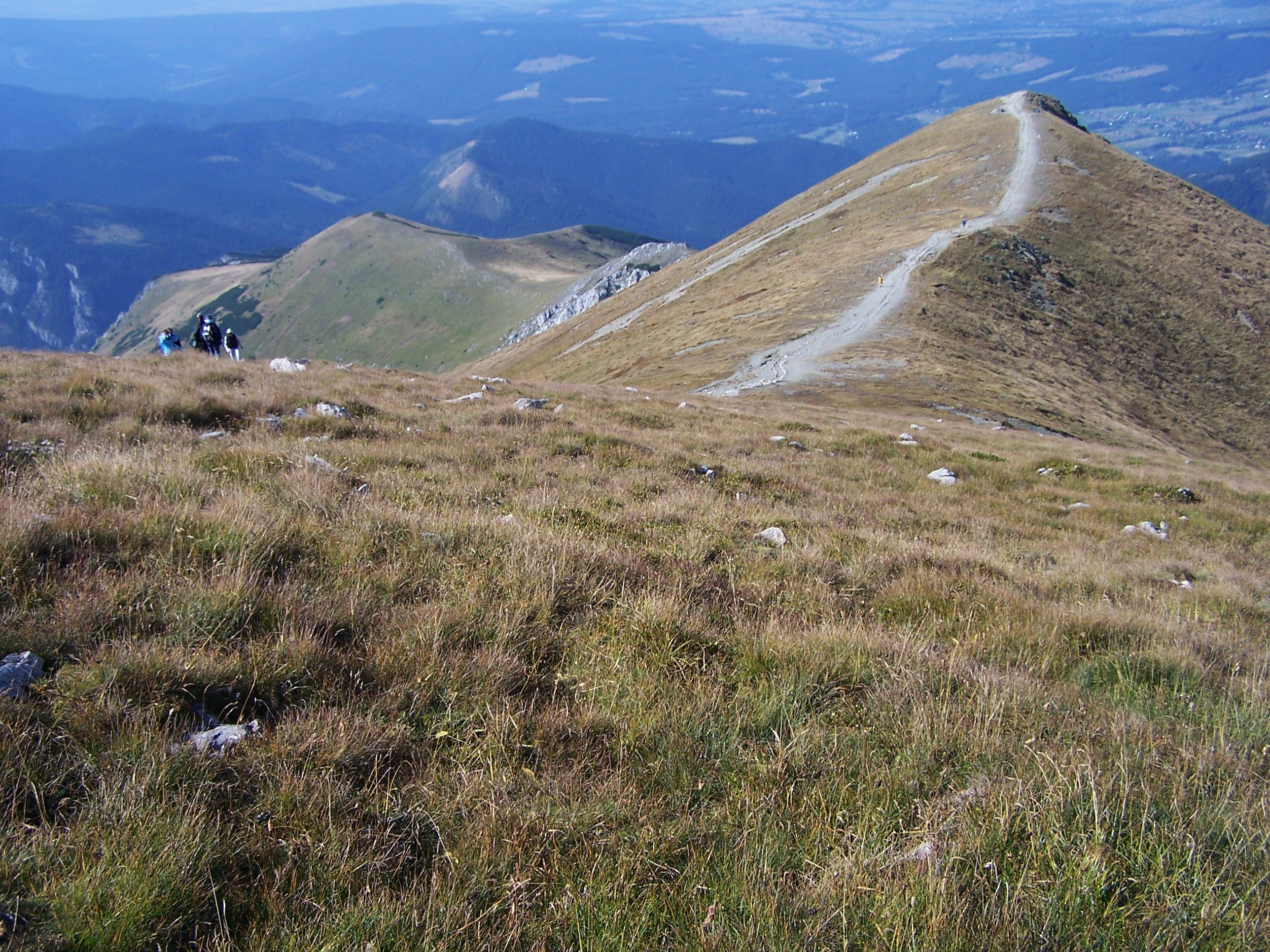
Severní hřeben Temniaku

Červené vrchy (polsky Czerwone Wierchy) jsou horský masiv a jeden z geomorfologických okrsků nacházející se v hlavním hřebeni Západních Tater. Prochází nimi slovensko-polská hranice. Nachází se nad údolími: Tichá dolina (na Slovensku), Dolina Tomanowa (v Polsku), Tomanovská dolina (na Slovensku), Kondratowa, Małej Łąki a Miętusia a Kościeliska (vše Slovensko). Nejvyšší vrchol je Kresanica, 2122 m n.m. Polská část masivu je chráněna jako Tatranský národní park, slovenská část leží ve (stejnojmenném) Tatranském národním parku.

## Topografie
Červené vrchy se skládají ze čtyř vrcholů. Od západu k východu to jsou:
- Temniak (polsky Ciemniak) – 2096 m n. m.
- Kresanica (polsky Krzesanica) – 2122 m n. m.
- Malolučniak (polsky Małołączniak)- 2096 m n. m.
- Kondratova kopa (polsky Kopa Kondracka) – 2005 m n. m.

Jsou rozděleny 3 sedly:
- Mułowa Przełęcz (slovensky snad Mulové sedlo)- 2067 m n. m., mezi Temniakem a Kresanicí
- Litvorové sedlo (polsky Litworowa Przełęcz) – 2037 m n. m., mezi Kresanicí a Malolučniakem
- Małołącka Przełęcz – 1924 m n. m., mezi Malolučniakem a Kondratovou kopou.

Z Červených vrchů k severu odbočuje několik hřebenů. Jsou to: hřeben odbočující z Kondratové kopy, který končí na Giewontě; Červený hřeben; Kozí hřbet jako nejdelší hřeben odbočující z Temniaku přes Chudą Turnię a Upłaziańską Kopę až na Upłaziański Wierszyk. Na jižní straně odbočuje z Kresanice Rozpadlý grúň (Rozpadlý hrebeň), zatímco z Temniaku na západ vede: Wysoki Grzbiet a Tomanowy Grzbiet. Na Temniaku hlavní hřeben mění směr k jihu a od skal Stoly padá k Tomanovskému sedlu (1686 m).

## Geomorfologie a příroda
Geologické složení Červených vrchů je velmi pestré. Jádro masivu se skládá ze sedimentárních hornin (vápence a dolomity ze středního triasu) a vrcholy jsou pokryty pláštěm krystalických hornin (žula, rula). Pod vrcholy leží ledovcové kary. V masivu Červených vrchů se nalézá mnoho jeskyní, včetně největší v Tatrách:
- Jaskinia Marmurowa
- Jaskinia Mała w Mułowej
- Jaskinia Miętusia
- Śnieżna Studnia
- Velká Sněžná jeskyně (polsky Jaskinia Wielka Śnieżna) (vchod Wielka Litworowa)
- Jaskinia Wysoka za Siedmioma Progami.

Název Červených vrchů pochází z červeno-hnědého zbarvení jejich svahů, které jim dává rostlina zvaná sítina trojklaná (Juncus trifidus), která se na podzim a často již v polovině léta přebarví na červenou. Kromě ní jsou porostly trávou holnice dvouřadá (Oreochloa disticha) a rostlinou bika kaštanová tmavá (Luzula alpino-pilosa). Vzhledem k pestrému geologickému substrátu Červených vrchů tady rostou různorodé druhy rostliny, vyskytují se tady rostliny kalcifilní (vápnobytné) i zároveň rostliny kalcifobní (vápnobojné).
Polská část masivu je chráněna jako Tatranský národní park, slovenská část leží ve (stejnojmenném) Tatranském národním parku.

## Historie
Výšku hor poprvé barometricky změřil Ludwik Zejszner v roce 1838, on také poprvé popsal jejich geologickou stavbu. Novější výzkum stavby hor později provedl Ferdinand Rabowski. V letech 1923-24 proběhl komplexní průzkum a inventarizace bohaté vegetace. Výzkum mnoha jeskyní byl zahájen v roce 1912, kdy Mariusz Zaruski pronikl v Jaskini Rozpadłej do hloubky 45 m.
V Červených vrších se páslo, a to až pod vrcholy, už v dávné minulosti. Polská strana byla součástí pastvin Hali Mała Łąka, Hali Miętusiej a Hali Upłaz.

## Turistika
Exponované hřebeny a vrcholy Červených vrchů poskytují po celé délce rozsáhlé výhledy. Vrcholy a hřebeny jsou relativně snadno dostupné a pro letní turisty nepředstavují technické problémy. Jsou travnaté, měkké a zaoblené, avšak končí převážně velmi prudkými, několik stovek metrů vysokými skalami, což už bylo příčinou mnoha nehod mezi turisty. Zejména v zimě a za mlhy jsou tak Červené vrchy zrádným terénem, protože riziko ztráty orientace zvyšuje riziko zabloudění při nějaké nehodě.